# 龍神賞
龍神賞（りゅうじんしょう）は『月刊COMICリュウ』が主催する日本の新人漫画賞。

## 概要
『COMICリュウ』誌上や公式サイト等で約半年の期間を設けて未発表のオリジナル作品を募集。審査員による最終選考の結果、「金龍賞」・「銀龍賞」・「銅龍賞」の3賞から評価に応じて各賞が授与される。各賞ともに賞に該当しないと判断された場合、該当なしとする。
また、規定は無いが最終選考進出作品のうち、選考委員単独から支持を得た作品には、その委員の名を冠した「特別賞」が授与される。結果発表は同誌にて“最終選考会”誌上レポートとして選考委員の講評詳細とともに掲載される。
- 創刊号（2006年11月号）から募集開始。第1回の応募総数は186作品（最終選考11作品）であった[1]。
- 初代金龍賞は堤谷菜央「バースデイ」（第12回）。設立7年目での誕生となった[2]。

## 賞の構成
- 金龍賞 - 最高位
- 銀龍賞 - 次位
- 銅龍賞

- 特別賞 - 任意で選定

## 応募規定
- 応募資格：制限なし。プロアマ不問。
- 応募作品：ジャンル限定なし。未発表オリジナル作品に限る。
- 審査員：特別選考委員（漫画家）、COMICリュウ編集部
- 賞金：金龍賞 100万円 / 銀龍賞 50万円 / 銅龍賞 10万円 /  ※特別賞 5万円

歴代の特別選考委員
- 吾妻ひでお（第1回〜13回）
- 安彦良和（第1回〜13回）
- うめ（小沢高広・妹尾朝子）（第14回）
- TAGRO（第15回）
- あさりよしとお（第16回〜）

## 受賞作品
カッコ内は掲載号（○年○月号）
| 各回   | 発表号    | 金龍賞                           | 銀龍賞                                                                            | 銅龍賞 |
| ------ | --------- | -------------------------------- | --------------------------------------------------------------------------------- | --- |
| 第1回  | 2007年8月 | 該当作なし                       | 「グリーンマン 戦闘花」黒釜ナオ（公式WEB上） 「ロボット残党兵」横尾公敏（2007.8） | 「季・節・水」安堂維子里（2008.1） 「子宮と部屋」つばな（2007.9） 「淡水人魚」富村ガゼル（2007.11） 「晴晴劇場」山坂健（2007.9） 「子猫」渡辺英 |
| 第2回  | 2008年2月 | 該当作なし                       | 「まんがの作り方」平尾アウリ（2008.3） 「大怪獣殺し屋」大野ツトム（同上）         | 「妖怪っぽい!」いけ（2008.4） |
| 第3回  | 2008年8月 | 該当作なし                       | 該当作なし                                                                        | 「女鹿の学校」奥川気化（2008.8） 「手裏剣術入門」末ヒロシ 「さくら」瀬川サンク                                                                  |
| 第4回  | 2009年2月 | 該当作なし                       | 該当作なし                                                                        | 「さえもえな日常」夢乃むえ（2009.3） 「うっちー3LDK」なかせよしみ（2009.4） 「under taker」齋藤俊介 「青ーす」蒼崎直 「君の動き」西村培         |
| 第5回  | 2009年8月 | 該当作なし                       | 該当作なし                                                                        | 「なおるなおる恋の病」福井芽衣（2009.8） 「ホワイト」中つかさ久（同上） 「二鳥翠」黒谷知也（2009.10）                                           |
| 第6回  | 2010年2月 | 該当作なし                       | 該当作なし                                                                        | 「コートのモンスター」永江野枝（2010.2） |
| 第7回  | 2010年7月 | 該当作なし                       | 「孫市がいくさ」わらいなく（2010.8）                                              | 「きのこいぬ」蒼星きまま（2010.9） |
| 第8回  | 2011年2月 | 該当作なし                       | 「セントールの悩み」村山慶（2011.2）                                              | 「アイツのミー」倉金篤志（同左） |
| 第9回  | 2011年8月 | 該当作なし                       | 該当作なし                                                                        | 「アン・リィ・ユラとアトム・ハート・シスター」葉里夢里朱（2011.8） 「勝ちこせ!しこちゃん」和戸村（同上）                                        |
| 第10回 | 2012年5月 | 該当作なし                       | 「紙の上」「芙蓉の人」「ユークリッド」 成松幸世（2012.5）                         | 「ライオンおじさん」こじまなおなり（同左） 「ラキュミラの狼と黒ずきん」櫻井優月（同左）                                                         |
| 第11回 | 2012年8月 | 該当作なし                       | 該当作なし                                                                        | 「魔術のすゝめ」くろ谷はるむ（2012.8） |
| 第12回 | 2013年2月 | 「バースデイ」堤谷菜央（2013.2） | 「コピー」脇田茜（同左）                                                          | 「ジェネレーション・オブ・ザ・(リビング)デッド」鮭夫（同左） 「夏の味」もぷ子（同左）                                                           |
| 第13回 | 2013年8月 | 該当作なし                       | 「ロンドンより愛をこめて」いしがき（2013.8）                                      | 「悪魔のレグナ」大崎ペコ丸（同左） 「勇者アーサーの不覚」平稔（同左） 「あまねく神の滞在記」内海まりお（同左）                                  |
| 第14回 | 2014年2月 | 該当作なし                       | 「タマゴ」はるお（2014.2）                                                        | 「ネクラ ネクロ」楠まち（同左） |
| 第15回 | 2014年8月 | 該当作なし                       | 該当作なし                                                                        | 「早川さんとプロローグ」みぞグミ絵璃（2014.8）                                                                                                  |
| 第16回 | 2015年2月 | 該当作なし                       | 該当作なし                                                                        | 「天使に願いを」シミズポリポリ（2015.2） 「クミカのミカク」小野中彰大（同上）                                                                   |
| 第17回 | 2015年8月 | 該当作なし                       | 該当作なし                                                                        | 「猫背」松田薬局（2015.8） |
| 第18回 | 2016年2月 | 該当作なし                       | 該当作なし                                                                        | 「変化球殺人事件」筒井秀行（2016.2） 「みにくいとこだと聞きました」安居（同上）                                                                 |
| 第19回 | 2016年8月 | 該当作なし                       | 該当作なし                                                                        | 「血を吸うレオタード」安藤ミチタカ（2016.8） |
| 第20回 | 2017年2月 | 該当作なし                       | 該当作なし                                                                        | 該当作なし |
| 第21回 | 2017年8月 | 該当作なし                       | 該当作なし                                                                        | 「姉の弁当」栗田はじめ（2017.8） |
| 第22回 | 2018年2月 | 該当作なし                       | 該当作なし                                                                        | 「夜の水族館」えむわん（2018.2） 「まりのうじ」今東ももこ（同上）                                                                               |
| 第23回 | 2018年8月 | 該当作なし                       | 該当作なし                                                                        | 「ごほうびはまほうのことば」ななせ悠（2018.8）                                                                                                  |

| 各回   | 特別賞                                                                                  |
| ------ | --------------------------------------------------------------------------------------- |
| 第4回  | 吾妻賞「さえもえな日常」夢乃むえ 安彦賞「うっちー3LDK」なかせよしみ                     |
| 第6回  | 吾妻賞「ラプラス デイモン」涌井良平（2010.3） 安彦賞「永遠の遠国」亀井薄雪              |
| 第11回 | 安彦賞「オツベルと象」萱島雄太（公式WEB上）                                             |
| 第13回 | 安彦賞「悪魔のレグナ」大崎ペコ丸 吾妻賞「勇者アーサーの不覚」平稔                       |
| 第16回 | あさりよしとお賞「AM6:35の犯罪」藤之介                                                  |
| 第18回 | あさりよしとお賞「変化球殺人事件」筒井秀行 あさりよしとお賞「蛇の恩返し」やまぐちみつき |
| 第22回 | あさりよしとお賞「夜の水族館」えむわん あさりよしとお賞「聞いてよマジメ先生」江里口悠   |
| 第23回 | あさりよしとお賞「外で飲む缶コーヒーはカッコイイ。」浦部はいむ                          |

- 第4回の銅龍賞2作品は特別賞を同時受賞。
- 第10回の銀龍賞は同一作家による3作が受賞。本誌にまとめて掲載された。
- 第13回の銅龍賞2作品は特別賞を同時受賞。
- 第18回の銅龍賞1作品は特別賞を同時受賞。
- 第22回の銅龍賞1作品は特別賞を同時受賞。

## 受賞後の動き
- 第1回 - 「ロボット残党兵」2007年12月号より連載化。/「晴晴劇場」2008年4月号より連載化。/銅龍賞受賞者、安堂維子里氏による「バタフライ・ストレージ」2016年7月号より連載。
- 第2回 - 「妖怪っぽい!」2008年6月号より「ねこむすめ道草日記」に改題して連載化。/「まんがの作り方」不定期連載を経て2009年9月号より連載化。
- 第7回 - 「きのこいぬ」連載化。/銀龍賞受賞者わらいなく氏による「KEYMAN」連載化。
- 第8回 - 「セントールの悩み」2011年5月号より連載化。/銅龍賞受賞者、倉金篤志氏による「PiNKS」連載化。
- 第10回 - 銀龍賞受賞者、成松幸世による「さよなら金太郎」連載化/銅龍賞受賞者、こじまなおなり氏による「おとなりボイスチャット」2014年9月号より連載化
- 第12回 - 金龍賞受賞者、堤谷菜央氏による読み切り作品順次掲載、「人生は二日だけ」として単行本化/銀龍賞受賞者、脇田茜氏による読切シリーズ、「猫がいない」を2013年7月号より順次掲載、2014年2月13日に単行本化、「ライアーバード」2016年1月号より連載化。/銅龍賞受賞者、鮭夫氏による「ヒトミ先生の保健室」2013年11月号より連載化。
- 第13回 - 銀龍賞受賞者、いしがき改めいしがきのぼる氏による「恐竜の飼いかた」2016年7月19日よりwebにて連載化。
- 第16回 - 「クミカのミカク」2015年10月号より連載化。

## 他の新人発掘企画

### 登龍門
新しい才能をより多くの読者に届けたいという想いから編集長が企画、同誌2012年11月号よりスタートした投票型新人発掘企画。各編集者が担当するイチ押し新人作家たちの読み切り作品を別冊付録で掲載。読者と書店員・外部のエンターテインメント業界関係者による人気投票で1位を競う。
規定
- 参加条件：単体でコミックス刊行未経験者（過去の龍神賞受賞者を除く）。
- 賞典：同誌にて連載・コミックス1冊刊行を確約。

投票はポイント制を採用。基準は以下。
- 読者・WEB投票 - 持ち点1点・1作品のみ投票可能
- 読者・ハガキ投票 - 持ち点5点・3作品まで投票可・点数の割り振りは自由
- 特別審査員の投票 - 持ち点20点・ 3作品まで投票可[3]

| 回 | 開催号     | 発表号    | エントリー数 | 1位作品                                      | 連載開始作品                          |
| -- | ---------- | --------- | ------------ | -------------------------------------------- | ------------------------------------- |
| 1  | 2012年11月 | 2013年1月 | 8作品        | 倉金篤史「ぷらしぃぼ」                       | 「PiNKS」（2012.04 - 2013.11）        |
| 2  | 2013年5月  | 2013年7月 | 6作品        | 八丸真幸「夢☆恋」                            | 「夢☆恋-ドリコイ-」（2013.10）        |
| 3  | 2013年11月 | 2014年1月 | 6作品        | 梅木泰祐「あせびと空世界の秘宝」             | 「あせびと空世界の冒険者」（2014.04） |
| 4  | 2014年6月  | 2014年8月 | 6作品        | ノブヨシ侍「とりきっさ」                     | 「とりきっさ!」（2014.12）            |
| 5  | 2015年4月  | 2015年6月 | 5作品        | 靴下ぬぎ子「恋のおわりに」                   | 「ソワレ学級」（2015.11）             |
| 6  | 2016年4月  | 2016年6月 | 5作品        | 西島黎「スケーターズ・ハイ」                 | 「スケーターズアクト」（2016.11）     |
| 7  | 2017年5月  | 2017年7月 | 6作品        | なおいまい「カレーをたべる♥ふぁむふぁたる♥」 | 「ゆりでなる♥えすぽわーる」(2019.3)   |

- 別冊付録のタイトルは、第1弾は『登龍門first impact』、第2弾と第3弾も『登竜門○○impact』の形式で○○の部分には英語の序数詞が入る。第4弾以降は『登龍門○』の形式で○の部分に漢数字が入る。